# Dwight Hardy
Pour les articles homonymes, voir Hardy.
Dwight Hardy, né le 2 décembre 1986 à New York dans l'État de New York, est un joueur américain et congolais de basket-ball. Il évolue au poste d'arrière.

## Biographie
Après avoir évolué avec le club turc du Galatasaray SK en 2017-2018, Dwight Hardy s'engage avec le Limoges CSP le 26 juillet 2018.
À l'issue de sa saison dans le championnat de France, il retourne en Turquie et signe avec Bahçeşehir (en) pour une saison.
Au mois de juillet 2020, il reste dans le championnat turc en s'engageant un an avec Ormanspor (en).

## Palmarès
- Meilleur marqueur du Championnat d'Italie de Lega Due 2012
- MVP du Championnat d'Italie de Lega Due 2012
- All-Star du championnat de Turquie 2016
- First-team All-Big East Conference 2011